# Elzenschorszwam
De elzenschorszwam (Peniophora erikssonii) is een schimmel die behoort tot de familie Peniophoraceae. Hij leeft saprotroof op dode, nog hangende takken van Els (Alnus). Hij komt voor op in vochtige en/of voedselrijke biotopen.

## Kenmerken
Het is een stevige, geel tot oranje korstzwam met een lichtere rand die alleen op elzen voorkomt. Hij groeit alleen  op vers afgestorven, nog in de boom hangende elzentakken.

## Verspreiding
De elzenschorszwam is een Europese soort. Hij komt ook, weliswaar minder vaak, voor in Noord-Amerika en Azië. In Nederland is het een zeldzame soort. Hij staat op de rode lijst en is bedreigd.